# 胡汝礪
胡汝礪（1465年—1510年），字良弼，號竹巖，陝西寧夏衛人，祖籍直隸溧陽縣（今江蘇溧陽市），明朝政治人物。成化丁未進士，正德官至兵部侍郎，升兵部尚書，未就任卒。

## 生平
成化二十二年（1486年）丙午科陝西鄉試第二十六名舉人，成化二十三年（1487年）聯捷丁未科進士。授戶部主事，升郎中。弘治十二年（1499年），因父喪，丁憂去官，返回寧夏守孝，期間授巡抚王珣聘，在門生管律協助下，修成八卷本《弘治宁夏新志》。服闕，任大同府知府，因贿赂太监劉瑾，得到快速升遷。正德二年（1507年）五月遷順天府丞，三年六月升順天府尹，十一月升戶部左侍郎，四年正月調兵部左侍郎。正德五年（1510年）二月，召拜兵部尚书，未上任卒。死后五月劉瑾被诛杀，人们为他感到幸运。

## 著作
著有《竹巖集》数卷。曾修《弘治宁夏新志》。

## 家族
曾祖胡仕真。祖父胡雄，因犯法流放银川。父胡璉，母陳氏。重庆下。
弟胡汝楫，子胡侍，皆进士。